# Achantodes cerusicosta
Achantodes cerusicosta là một loài bướm đêm trong họ Crambidae.